# Sofijski metro
Sofijski metro (bug.: Софийско метро (ćirilično), Sofijsko metro (latinično)) sustav je brzog podzemno-nadzemnog tračničkog javnog prijevoza u glavnom gradu Bugarske: Sofiji. To je prva vrsta ovakvog prijevoza u Bugarskoj te je trenutno još u izgradnji. Do 2012. djelomično su izgrađene dvije linije, koje dnevno prevoze oko 450.000 putnika.

## Povijest
Gradnja podzemne željeznice u Sofiji planirana je još od 1960-ih godina, ali nije pokrenuta sve do kraja 1990-ih, uglavnom zbog nedostatka novca i toga što još nije postojala istinska potreba za takvom vrstom javnog prijevoza. Drugi razlog bio je taj što je Sofija jedan od najstarijih gradova Europe te leži na brojnim arheološkim nalazištima.
Prvi tunel, koji će kasnije biti dio Linije 2 izgrađen je 1981. godine. Kasnija konstrukcija započela je prvo na onim mjestima koja su najprometnija u gradu. Prvi dio Linije 1 pušten je u promet 28. siječnja 1998. Njezin drugi dio u funkciju je stavljen 15. veljače 2009., te je Linija 1 sada većinom u punoj funkciji u odnosu na planirano. Gradnja Linije 2 započela je 14. prosinca 2008. te se nadovezala na već spomenuti tunel izgrađen početkom 80-ih godina 20. stoljeća. Puštena je 31.08.2012.

## Osnovne informacije
Sustav trenutno ima 42 postaje, ukupne duljine tračnica od 31 km. Sve postaje nalaze se na Liniji 1 koja je označena crvenom bojom. Najveća brzina kojom se vlakovi kreću iznosi 90 km/h. Metroom upravlja poduzeće Metropolitan-Sofia JSC, a u vlasništvu je Grada Sofije.

## Budućnost
Cjelokupan sustav bi po završetku trebao imati tri linije: Linija 1 (crvena), Linija 2 (plava) i Linija 3 (zelena). Na Liniji 1 trebale bi se graditi dodatne postaje, kao i dvije dodatne grane u jugoistočnom dijelu grada. Završetak radova planiran je za 2014. godinu. Puštanje Linije 2 u promet 31. kolovoza 2012. godine. Linija 3 uvrštena je u planove, ali joj još nije određena točna trasa kamo bi trebala prolaziti.
Do kraja 2019. treća linija podzemne željeznice počet će s radom. 8 stanica je u potpunosti dovršeno, a upravljanje vlakom je u potpunosti automatizirano, s najsuvremenijim sustavom sigurnosti putnika.